# Desa Pulosari (administrativ by i Indonesien, Jawa Barat, lat -6,78, long 106,66)
Desa Pulosari är en administrativ by i Indonesien.   Den ligger i provinsen Jawa Barat, i den västra delen av landet, 70 km söder om huvudstaden Jakarta.